# Charles Horman
Charles Horman (ur. 15 maja 1942, zm. 20 września 1973) – amerykański dziennikarz, był jedną z ofiar chilijskiego puczu w 1973, w wyniku którego ustanowiono reżim Augusto Pinocheta w Chile. Jego śmierć została nagłośniona przez Costę-Gavrasa w filmie Zaginiony (ang. Missing) z 1982 roku.